# Röntgensatellit
Ein Röntgensatellit ist ein künstlicher Erdsatellit, der astronomische Beobachtungen im Röntgenbereich des elektromagnetischen Spektrums, zwischen etwa 0,1 und 500 keV Photonenenergie, durchführt. Da die Absorption der Röntgenstrahlung in der Erdatmosphäre Beobachtungen vom Boden aus verhindert, sind Röntgensatelliten das wichtigste Werkzeug der Röntgenastronomie. Zu höheren Energien schließt sich die Gammaastronomie an.

## Liste von Röntgen- und Gammasatelliten
- VELA 1963–1985
- OSO-1 1962–1963
- OSO-2 1965–1966
- OSO-3 1967–1969
- OSO-4 1967–1971
- OSO-5 1969–1975
- OSO-6 1969–1972
- Uhuru (SAS-1) 1970–1974
- OSO-7 1971–1974
- SAS-2 1972–1973
- ANS 1974–1977
- Ariel V 1974–1980
- COS-B 1975–1982
- SAS-3 1975–1979
- OSO-8 1975–1978
- CORSA-A 1976, Fehlschlag
- HEAO-1 1977–1979
- HEAO-2, auch Einstein-Observatorium genannt, 1978–1981
- HEAO-3 1979–1981
- Hakuchō (CORSA-B) 1979–1985
- Ariel VI 1979–1982, technische Probleme
- Hinotori (ASTRO-A) 1981–1991
- EXOSAT 1983–1986
- Tenma (ASTRO-B) 1983–1985
- Ginga (ASTRO-C) 1987–1991
- GRANAT 1989–1998
- ROSAT 1990–1999
- BBXRT 1990
- Compton Gamma Ray Observatory 1991–2000
- Yohkoh Solar Observatory (SOLAR-A) 1991–2001
- Advanced Satellite for Cosmology and Astrophysics ASCA (ASTRO-D) 1993–2000
- ALEXIS 1993–2005
- DXS 1993
- RXTE seit 1995
- HETE 1996, Fehlschlag
- BeppoSAX 1996–2002
- XMM-Newton seit 1999
- ABRIXAS 1999, Fehlschlag
- CHANDRA seit 1999
- ASTRO-E 2000, Fehlschlag
- HETE-2 seit 2000
- INTEGRAL seit 2002
- RHESSI seit 2002
- Swift seit 2004
- ASTRO-E2 (Suzaku) seit 2005
- AGILE seit 2007
- Fermi Gamma-ray Space Telescope (vormals GLAST) seit 2008
- NuSTAR seit 2012
- ASTROSAT seit 2015
- Hitomi (ASTRO-H) 2016
- Max Valier Sat seit 2017
- Spektr-RG/eROSITA seit 2019
- GECAM seit 2020
- IXPE seit 2021
- XRism seit 2023
- XPoSat seit 2024
- Einstein Probe seit 2024
- SVOM seit 2024

## Eingestellte Studien
- X-ray Evolving Universe Spectroscopy
- International X-ray Observatory, gemeinschaftlich geplante Mission von NASA, ESA und JAXA
- Simbol-X italienisch-französische Studie
- GEMS